# Клёны (железнодорожная станция, Саратовская область)
Клёны — железнодорожная станция (населённый пункт) в Вольском районе Саратовской области России. Входит в состав муниципального образования город Вольск. Основана в XIX веке.

## География
Станция находится в северо-восточной части Саратовского Правобережья, в пределах Приволжской возвышенности, при железнодорожной линии Аткарск — Балаково, на расстоянии менее одного километра (по прямой) к северу от города Вольска. Абсолютная высота — 126 метров над уровнем моря.
Климат
Климат характеризуется как умеренно континентальный с холодной малоснежной зимой и жарким сухим летом. Среднегодовая температура воздуха — 5,1 °C. Абсолютный минимум температуры воздуха самого холодного месяца (января) составляет −43 °C; абсолютный максимум самого тёплого месяца (июля) — 39 °C. Безморозный период длится в течение 147 дней в году. Среднегодовое количество атмосферных осадков — 417 мм, из которых 230 мм выпадает в период с апреля по октябрь. Снежный покров держится в среднем 143 дня в году.
Часовой пояс
Клёны, как и вся Саратовская область, находится в часовой зоне МСК+1. Смещение применяемого времени относительно UTC составляет +4:00.

## Население
В 2000 году численность населения составляла 59 человек. в 2007 году — 60 человек.